# Jean-Jacques Rakotomalala
Jean-Jacques Rakotomalala (ur. 3 stycznia 1965) – madagaskarski judoka.
Brał udział w igrzyskach olimpijskich w 1992 (Barcelona). Startował w wadze półśredniej. W pierwszej rundzie pokonał Libijczyka Yahię Gregniego (przez ippon). W kolejnej rundzie został pokonany przez Gastóna Garcíę z Argentyny (także przez ippon).